# Martin-Luther-Kirche (Warzenbach)

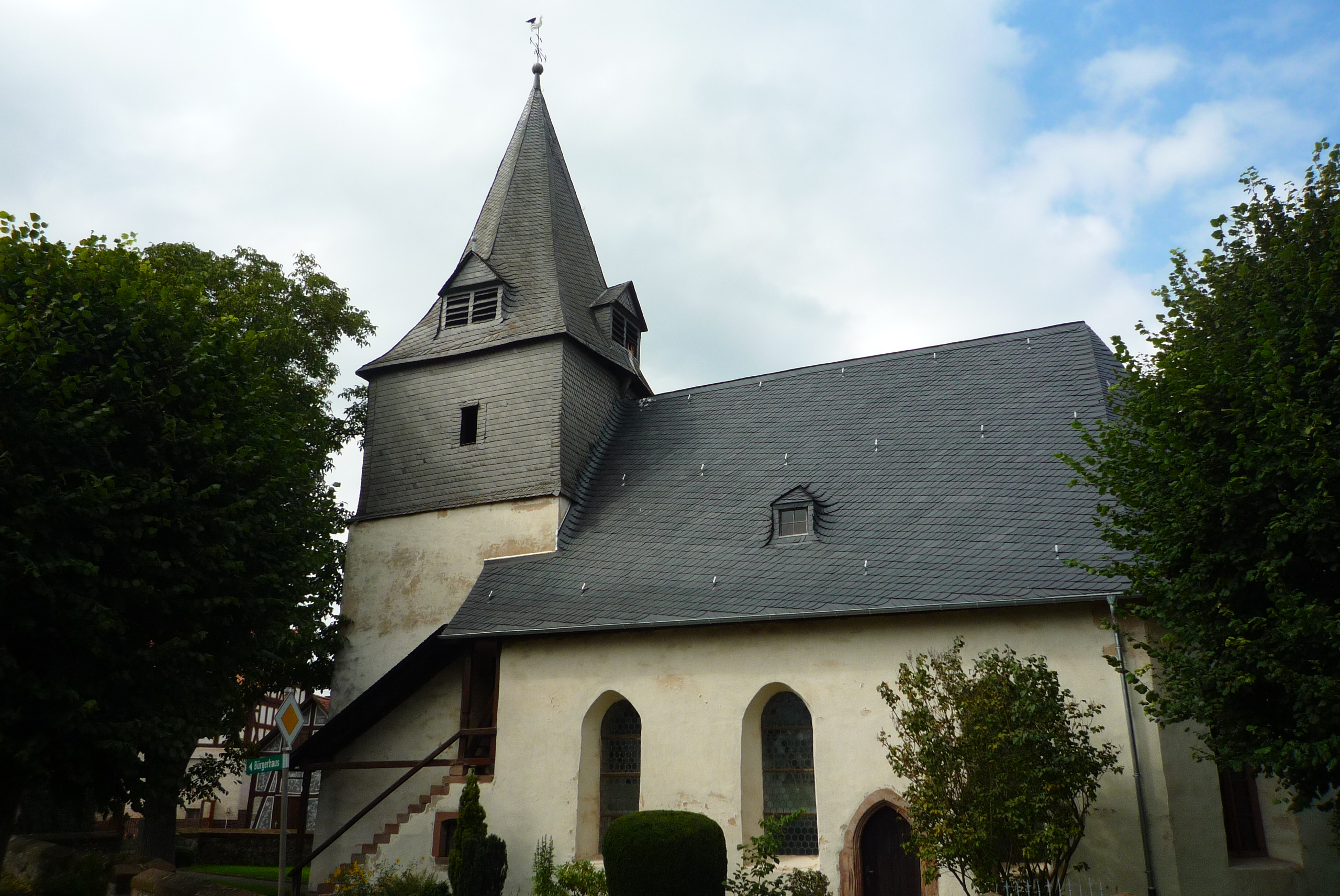
Martin-Luther-Kirche (Warzenbach)

Die Evangelische Martin-Luther-Kirche ist ein denkmalgeschütztes Kirchengebäude, das in Warzenbach steht, einem Ortsteil der Gemeinde Wetter im Landkreis Marburg-Biedenkopf (Hessen). Die Kirchengemeinde ist Teil des Kirchspiels Amönau-Warzenbach im Kirchenkreis Kirchhain im Sprengel Marburg der Evangelischen Kirche von Kurhessen-Waldeck.

## Beschreibung
Die gotische Saalkirche mit einem Kirchenschiff und einem dreiseitig geschlossenen Chor wurde Ende des 14. Jahrhunderts aus verputzten Bruchsteinen gebaut. Der Kirchturm im Westen stammt noch aus dem 13. Jahrhundert. Sein Erdgeschoss ist mit einem spitzbogigen Tonnengewölbe überspannt. Er wurde im 17. Jahrhundert mit einem schiefergedeckten Geschoss aufgestockt und mit einem achtseitigen, spitzen Helm bedeckt, dessen Dachgauben als Klangarkaden dienen. Der Innenraum hat seit 1878/1879 Emporen an drei Seiten auf gusseisernen Stützen. Zur Kirchenausstattung gehört eine Kanzel von 1592. Das um 1400 entstandene Sakramentshaus ist mit einem Wimperg bekrönt. Die Orgel mit 10 Registern, einem Manual und Pedal wurde 1879 von Peter Dickel gebaut.